# Dekanat Kolno
Dekanat Kolno – jeden z 24 dekanatów rzymskokatolickich w  diecezji łomżyńskiej.

## Parafie
W skład dekanatu wchodzi 11 parafii:
- parafia pw. Trójcy Przenajświętszej w Borkowie
- parafia Najświętszej Maryi Panny Ostrobramskiej Matki Miłosierdzia w Kątach
- parafia Chrystusa Króla Wszechświata w Kolnie
- parafia św. Anny w Kolnie
- parafia Najświętszego Serca Jezusowego w Koźle
- parafia Zwiastowania Najświętszej Maryi Panny w Lachowie
- parafia św. Rocha w Lemanie
- parafia Najświętszego Serca Jezusowego w Łosewie
- parafia św. Wojciecha Biskupa i Męczennika w Porytem
- parafia św. Jana Chrzciciela w Turośli
- parafia św. Jana Ewangelisty w Zabielu.

## Sąsiednie dekanaty
Biała Piska (diec. ełcka), Jedwabne, Łomża – św. Brunona, Myszyniec, Piątnica, Pisz (diec. ełcka), Szczuczyn